# UGM-27 Polaris
El misil  Polaris fue un arma nuclear consistente en un misil balístico basado en submarinos de combustible sólido de dos etapas construido durante la Guerra Fría por Lockheed Corporation. Fue el primer SLBM de la Armada de Estados Unidos y fue usado desde 1960 hasta 1996.
Fue diseñado para ser utilizado como parte de la contribución de la Marina al arsenal de armas nucleares de los Estados Unidos, sustituyendo a los misiles de crucero Regulus. Conocido como misil balístico de flota (FBM por sus siglas en inglés), el Polaris se puso en marcha primero en Cabo Cañaveral, Florida, en una prueba realizada el 7 de enero de 1960.
A raíz del Acuerdo Ventas Polaris en 1963, los misiles Polaris también se llevaron a la Royal Navy británica entre 1968 y mediados de la década de 1990 (ver Programa nuclear Polaris).
Los planes para dotar a la Armada italiana con el misil terminaron a mediados de los años 60, después de varios lanzamientos de prueba exitosos llevados a cabo a bordo de un crucero italiano, como efecto de la resolución de la   Crisis de los Misiles cubana.
El misil Polaris fue reemplazado gradualmente en la Marina de los EE. UU. por los misiles Poseidón, a partir de 1972. Durante la década de 1980, estos misiles fueron reemplazados en los diez submarinos entonces más modernos por el misil Trident I.
Muchas técnicas nuevas de administración de proyectos fueron introducidas durante el desarrollo del programa de misiles Polaris para poder manejar la complejidad inherente del sistema. Entre estas se encuentran el uso de la Técnica de revisión y evaluación de programas. Esta técnica remplazó al Diagrama de Gantt, usado de forma generalizada antes de la llegada de este nuevo programa.
La banda de Thrash Metal Megadeth hizo una canción llamada Rust in peace... Polaris que habla sobre esta arma.

## Historia y desarrollo
El misil Polaris sustituyó a un proyecto de misiles anterior que pretendía crear una fuerza de misiles lanzados desde un submarino enorme, que transportaría cuatro misiles tácticos nucleares de base en tierra "PGM-19 Jupiter", llevados y lanzados en forma horizontal, desde los tubos lanzatorpedos. No se deben confundir estos nuevos misiles "Júpiter" de la Marina con los misiles balísticos de alcance intermedio Júpiter del Ejército de los Estados Unidos. 
De acuerdo con las observaciones hechas por Edward Teller, los planes de misiles Júpiter de la Marina fueron abandonados en favor de los nuevos misiles Polaris, que eran mucho más pequeños y de propulsión de combustible sólido, y que serían lanzados en forma vertical desde el cuerpo cilíndrico del submarino.
Originalmente, la Marina favoreció sistemas de misiles crucero con un rol estratégico como los desplegados en el USS Grayback, pero un gran inconveniente de estos primeros sistemas de lanzamiento de misiles de crucero (y la propuesta de los Júpiter) fue la necesidad de dispararlos desde la superficie, además del tiempo que se debía permanecer en la superficie para poder dispararlos. 
Los submarinos eran muy vulnerables a los ataques durante el lanzamiento, y un misil, completa o parcialmente lleno de combustible en la cubierta era un peligro serio. El mal tiempo era otro gran inconveniente para estos diseños. Sin embargo, las duras condiciones del mar no afectaban indebidamente el lanzamiento de los misiles Polaris.
Pronto se hizo evidente que los misiles balísticos de combustible sólido tenían ventajas sobre los misiles de crucero en alcance y precisión, y a diferencia de los PGM-19 Jupiter y de los misiles de crucero, eran capaces de ser lanzados desde un submarino sumergido, lo que mejoraba la supervivencia de los submarinos.
El contratista principal para las tres versiones de Polaris fue Lockheed, ahora Lockheed Martin.
El programa Polaris se inició en 1956. El USS George Washington, el primer submarino portamisiles de los Estados Unidos, lanzó con éxito el primer misil Polaris desde un submarino sumergido el 20 de julio de 1960. 
La versión A-2 del misil Polaris era esencialmente una versión mejorada del A-1, y entró en servicio a finales de 1961. Fueron equipados un total de 13 submarinos y se mantuvieron en servicio hasta junio de 1974. Problemas recurrentes con las ojivas W-47, sobre todo con su mecánica y aseguramiento de armado, llevó a un gran número de los misiles a ser retirados para modificarse, y obligó a la Marina de los Estados Unidos a buscar un reemplazo, ya sea con un rendimiento mayor o con un poder destructivo equivalente. El resultado fue la cabeza nuclear W-58 utilizada en un "racimo" de tres cabezas nucleares para el Polaris A-3, el modelo final del misil Polaris. 
Este misil sustituyó a los modelos anteriores A-1 y A-2 en la Marina de los EE. UU., y también fue instalado en los Polaris británicos. El A-3 tenía un alcance ampliado de 2.500 millas náuticas (4,630 km) y poseía una nueva bahía de armamentos con tres modos de reentrada Mk 2 (REB u Órgano de regreso, en la Marina de los EE. UU. y de uso británico), y la nueva ojiva 58-W de 200 kT. Este diseño fue originalmente descrito como una "cabeza de racimo", pero fue remplazado por el término de vehículo de reentrada múltiple (MRV). Las tres cabezas se extendían sobre un objetivo común y no estaban dirigidas independientemente (como un misil MIRV lo está). Las tres cabezas eran equivalentes al poder destructivo de una sola cabeza nuclear de un megatón. Más tarde, los misiles Polaris A-3 (pero no los ORE) se armaron con endurecimiento limitado para proteger la electrónica contra misiles de pulso electromagnético en la fase de impulso. Esto fue conocido como los A-3T ("Topsy") y fue el modelo de producción final.

## Polaris A-1

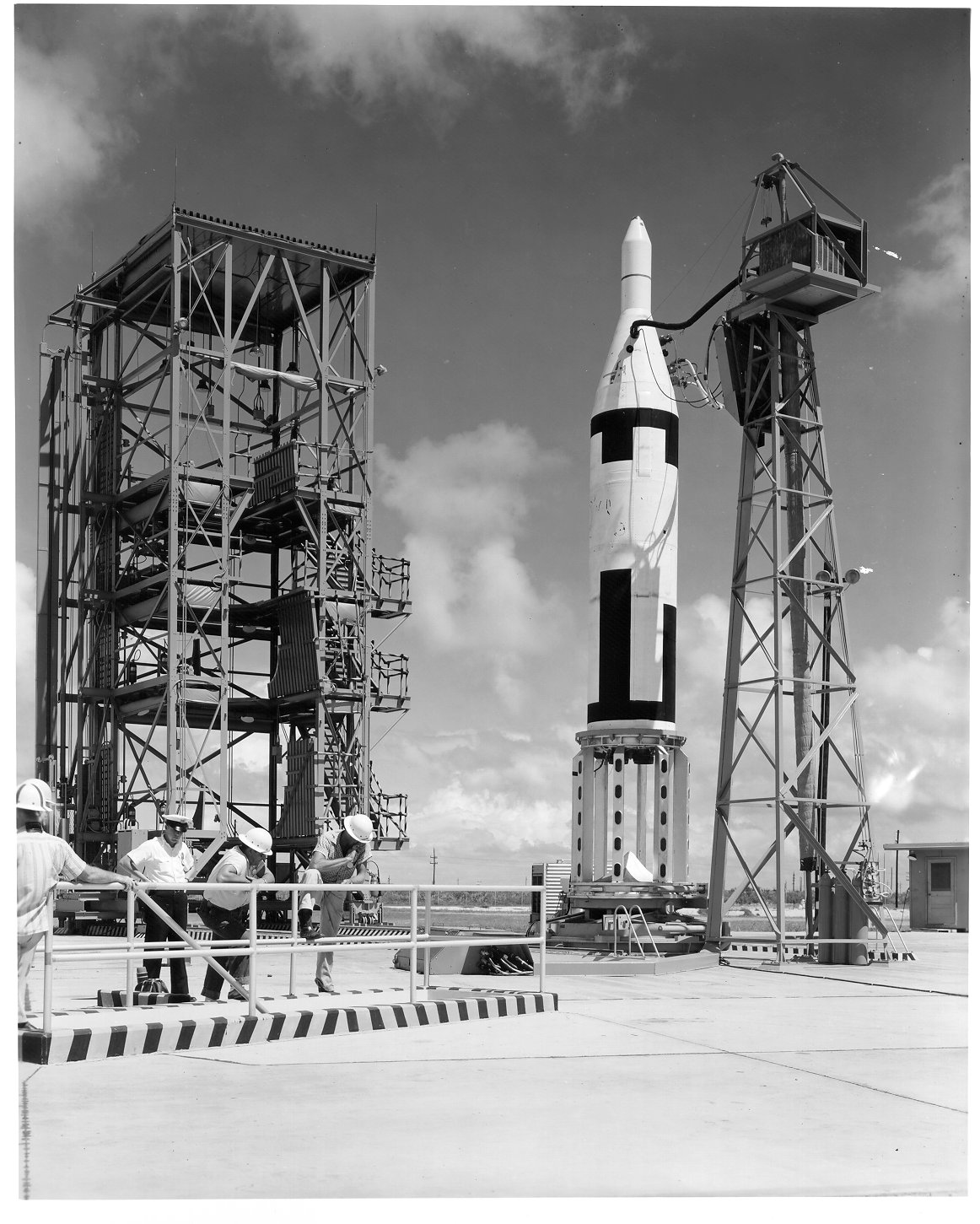
Polaris A-1 en su plataforma de lanzamiento en Cabo Cañaveral.

La primera versión, el Polaris A-1 estaba basado en el diseño del Misil balístico de alcance medio PGM-19 Jupiter, tenía una autonomía de 1000 millas náuticas (1853 km) y un solo vehículo de reentrada Mc 1, llevando una sola ojiva W-47-Y1 nuclear de 600 kT, con un sistema de orientación inercial, que proporcionaba un error circular probable (PAC) de 1800 metros (6000 pies). El nuevo misil de dos etapas de  combustible propergol sólido tenía una longitud de 28,5 pies (8,69 m), un diámetro de 54" (1,37 m), y un peso de lanzamiento de 28.800 libras (13.090 kg).
Una prueba desde un submarino de la Marina de los EE. UU. realizada el 20 de julio de 1960, fue el primer lanzamiento submarino de misiles teledirigidos (aparte de los experimentos alemanes durante la Segunda Guerra Mundial). 
Este tipo de misiles es el último desarrollo de la tecnología del Misil balístico de alcance medio, sustituyendo a los primeros modelos que utilizaban combustible líquido y era necesario desplazarlos a bases militares en terceros países. Los nuevos misiles transportados en submarinos utilizan combustible sólido, son lanzados desde un silo vertical en el interior del casco del submarino, mediante una compuerta especial que se abre como una escotilla bajo el agua. El misil es lanzado fuera del silo del submarino con aire comprimido, salta sobre el agua y enciende el motor de combustible sólido en el aire a pocos metros sobre el agua, para iniciar su trayecto de vuelo balístico hasta el objetivo designado, con la más alta tecnología en el desarrollo de misiles balísticos.
El USS George Washington, fue el primer submarino de misiles balísticos de la flota (SSBN en la terminología naval de los EE. UU.) y como todos los demás submarinos Polaris llevaba 16 misiles. Cuarenta SSBN más se pusieron en marcha entre 1960 y 1966.

## Rol estratégico
El misil Polaris A-1 sirvió como un activo estratégico, siendo desarrollado para complementar el número limitado de sistemas de medio alcance PGM-19 Jupiter desplegados en toda Europa. Como los sistemas carecían del alcance necesario para atacar los principales objetivos soviéticos, el Polaris fue desarrollado para aumentar el nivel de disuasión nuclear. 
En este momento no era despreciable la amenaza de que ataques soviéticos de respuesta tuvieran la precisión necesaria para destruir los sistemas de misiles de base en tierra. Las principales ventajas de los submarinos de misiles balísticos era su capacidad de lanzar sumergidos, evitando que el submarino pudiera ser atacado, al mismo tiempo (al igual que sus predecesores Regulus) que su movilidad les permitía poder situar numerosos objetivos dentro del alcance de sus sistemas balísticos.
La Marina de los Estados Unidos tuvo su flota Polaris del Atlántico basada tanto en el Reino Unido como en España, que permitían la utilización de sus bases en Holy Loch en Escocia y en Rota en la Bahía de Cádiz, bases que estaban mucho más cerca de las zonas de patrullaje, evitando la necesidad de largos tiempos de tránsito desde las bases de la Costa Este de los EE. UU. 
Este acuerdo continuó cuando los nuevos misiles Poseidón sustituyeron a los primeros misiles Polaris, que no eran lo suficientemente precisos como para destruir objetivos blindados, pero que hubieran sido eficaces contra blancos de superficie dispersos, tales como campos de aviación, bases de radar y emplazamientos de  misiles SAM, así como bases militares y centros industriales de importancia estratégica de la Unión Soviética. Las autoridades militares, sin embargo, consideraban a los Polaris como uno de los elementos de la tríada nuclear, cada uno con su propia función. La tarea asignada a Polaris de "aniquilar" las defensas periféricas, estaba bien adaptada a sus características y limitaciones de la época.

## Polaris Británicos

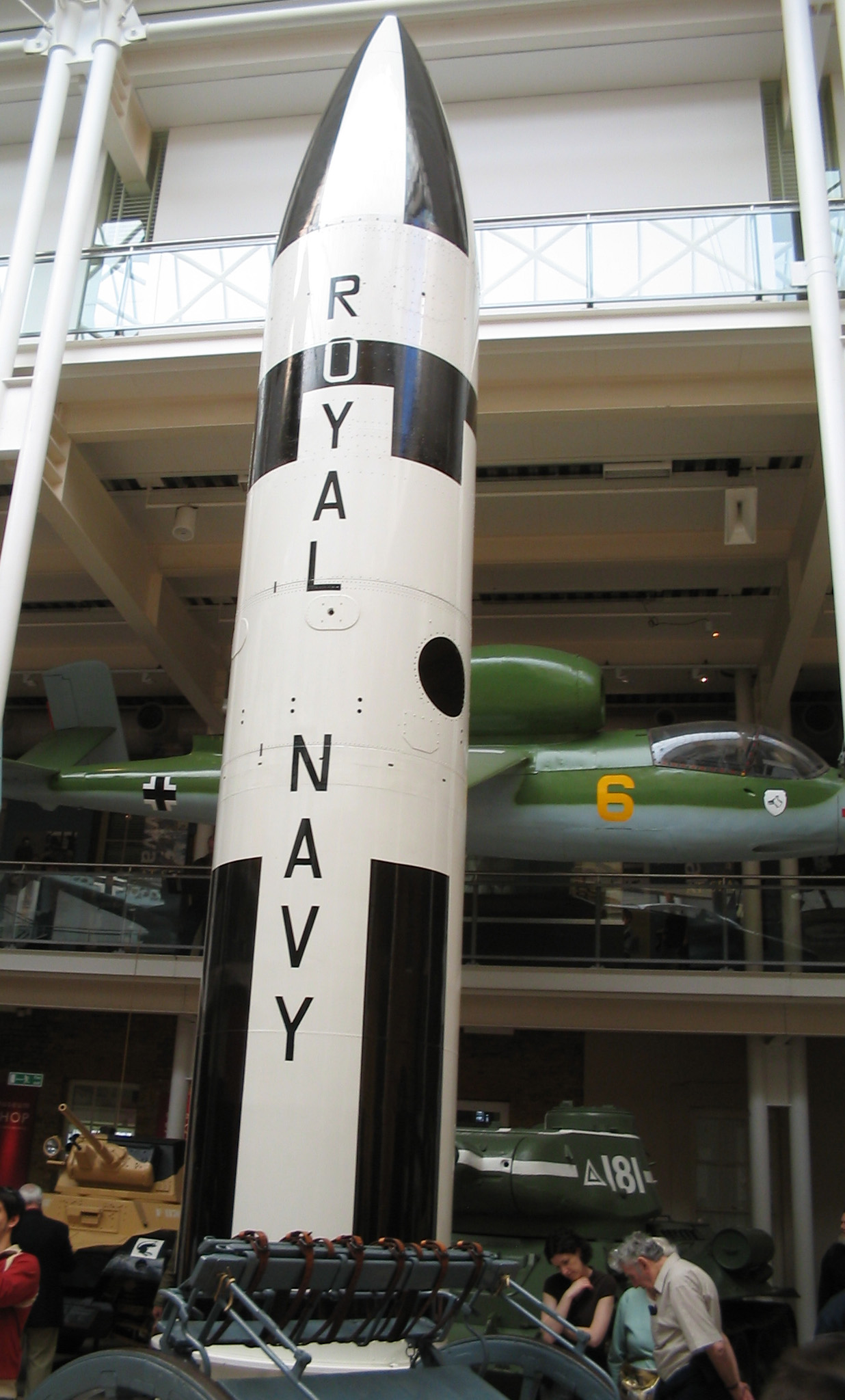
Polaris británicos, Imperial War Museum, Londres

Los británicos se interesaron en los Polaris después de la cancelación de los misiles Blue Streak y Skybolt en la década de 1960. En el Acuerdo de Nassau de 1962 que surgió de reuniones entre Harold Macmillan y John F. Kennedy, los Estados Unidos suministraron a Gran Bretaña misiles Polaris, tubos de lanzamiento, ORE, y Sistema de control de fuego. Gran Bretaña construyó sus propias ojivas y submarinos. Sin embargo, por entonces, todas las bombas termonucleares británicas se hicieron con los diseños estadounidenses a través del Acuerdo de defensa mutua entre los Estados Unidos y el Reino Unido de 1958.
A cambio, los británicos acordaron asignar el control de sus misiles Polaris al SACEUR (Comandante Supremo Aliado en Europa), siempre un norteamericano, con el requisito de que durante una emergencia nacional ante un ataque sin el apoyo momentáneo de los aliados de la OTAN, el permiso para disparar y el disparo de los misiles Polaris residiría en las autoridades nacionales británicas. Sin embargo, el consentimiento del primer ministro británico ha sido y es siempre necesario para el uso de las armas nucleares británicas, incluyendo el Polaris y los misiles Trident.
Confusamente, el control operativo de los submarinos Polaris fue asignado a otro comandante supremo de la OTAN, el SACLANT (Comandante Supremo Aliado del Atlántico), que tiene su sede cerca de Norfolk, Virginia, aunque el delegado SACLANT deja rutinariamente el control de los misiles a su comandante adjunto en el Atlántico, COMEASTLANT, que siempre fue un almirante británico. El Acuerdo de venta Polaris se firmó el 6 de abril de 1963.
Los sumergibles Polaris británicos fueron submarinos de misiles balísticos de la clase Resolución. A pesar de que alguna de las cuatro naves estaba siempre siendo revisada periódicamente en un astillero, desclasificaciones recientes de expedientes archivados revelan que la Royal Navy desplazó cuatro barcos cargados de vehículos de rentrada y ojivas, además de cabezas de repuesto A3T Polaris, conservando una capacidad limitada para volver con bastante rapidez y hacerse a la mar la nave Polaris que estaba en remodelación. Cuando se sustituyó por la cabeza nuclear Chevaline, la suma total de vehículos y ojivas desplegadas se redujo a tres naves cargadas.
Sobre los orígenes de los programas Polaris británicos, se puede consultar la obra de Peter Nailor, The Nassau Connection (1988).

### Chevaline
El Polaris original de la Marina de los Estados Unidos no había sido diseñado para penetrar en la red antimisiles (ABM) de defensa, pero la Marina Real tenía que asegurarse de que su pequeña fuerza Polaris en funcionamiento, y a menudo con un solo submarino de patrulla de disuasión, podría penetrar en la pantalla de ABM alrededor de Moscú. El resultado fue un programa llamado Chevaline que añadió múltiples señuelos, Chaff, y otras contramedidas defensivas. Su existencia no fue revelada hasta 1980, en parte por el exceso de gastos del proyecto, que había casi cuadruplicado la estimación inicial dada cuando el proyecto fue finalmente aprobado en enero de 1975. El sistema comenzó a funcionar a mediados de 1982 en la nave HMS Renown,  y los últimos submarinos SSBN británicos estaban equipados con ella a mediados de 1987.

### Reemplazo
El  Ministerio de Defensa británico mejoró sus misiles nucleares con los Trident II de mayor alcance a partir de las discusiones políticas dentro del gobierno del Partido Laborista de Callaghan sobre su costo y si eran necesarios. El primer ministro saliente, James Callaghan hizo los trámites de su gobierno en favor del nuevo gobierno del Partido Conservador  de Margaret Thatcher, que tomó la decisión de adquirir misiles Trident C4.
Una decisión posterior para mejorar la compra de misiles del aún más grande y de mayor alcance misil Trident D5 posiblemente fue tomada para garantizar la existencia de misiles comunes entre la Armada de los Estados Unidos y la Royal Navy, que era de importancia considerable cuando los submarinos Trident de la Royal Navy pudieron usar también la base de mantenimiento naval de reparación de submarinos y misiles de Kings Bay, Georgia.
A pesar de que la Marina de EE. UU. desplegó inicialmente el misil Trident C4 en el conjunto original de sus submarinos de la clase Ohio, siempre se había previsto actualizar todos estos submarinos con misiles más grandes y de mayor alcance Trident D5, y que con el tiempo, todos los misiles C4 serían eliminados de la Marina de los EE. UU. Este cambio de formato ha sido completamente realizado, y los misiles Trident C4 ya no continúan en servicio.
El misil Polaris permaneció en la Royal Navy mucho después de que hubiese sido completamente retirado y destruido por la Marina de EE. UU. En consecuencia, muchas partes de repuesto y servicios de reparación para el Polaris que se encontraban en los EE. UU. dejaron de estar disponibles. (Tal como Lockheed Corporation, adaptada primero al misil Poseidón y luego a las dos versiones del misil Trident). El Reino Unido, obligado a mantener algunas líneas de producción volvió a incurrir en un gasto considerable, por ejemplo, para prolongar la vida útil de sus motores propulsores de combustible sólido.

## Italia
Durante su programa de reconstrucción en 1957-1961, el crucero italiano Giuseppe Garibaldi fue preparado para el lanzamiento de cuatro misiles Polaris, con lanzadores situados en la parte de popa del buque.
Las pruebas celebradas con éxito en 1961-1962, indujeron a los Estados Unidos a estudiar una multilateral nuclear de la Fuerza (FML) de la OTAN, sobre la base de 25 buques de superficie internacionales de EE. UU., Reino Unido, Francia, Italia y Alemania Occidental, equipada con 200 misiles nucleares Polaris, permitiendo a los aliados europeos participar en la gestión de la disuasión nuclear de la OTAN.
El plan del Fondo Multilateral, así como el Programa italiano Polaris, fueron abandonados tanto por razones políticas (como consecuencia de la crisis de los misiles cubanos) y por problemas con la disponibilidad operacional inicial del primer SSBN George Washington, lo que demostró la posibilidad de iniciar efectivamente el desarrollo de SLBM, solución preferida a los misiles lanzados en superficie .
Italia desarrolló una nueva versión nacional del misil, el SLBM designado Alfa. El programa fue cancelado en el 1975 después de que Italia firmó el Tratado de No Proliferación Nuclear.

## Operadores
Reino Unido
- Royal Navy

 Estados Unidos
- Armada de Estados Unidos

 Italia
- Marina Militare